# دختر محبوب چون هیانگ
دختر محبوب چون هیانگ (انگلیسی: Sassy Girl Chun-hyang; کره‌ای: 쾌걸 춘향; لاتین‌نویسی اصلاح‌شده: Koegeol Chunhyang) یک مجموعهٔ تلویزیونی کره جنوبی سال ۲۰۰۵ با بازی هان چه-یونگ، جه هی، اوم ته وونگ و پارک شی-اون است. این مجموعه از ۳ ژانویه تا ۱ مارس ۲۰۰۵، روزهای دوشنبه و سه‌شنبه ساعت ۲۱:۵۵ (کی‌اس‌تی) از کی‌بی‌اس۲ برای ۱۷ قسمت پخش شد.
این مجموعه بازگویی مدرن داستان کلاسیک کره‌ای چون هیانگ جون «داستان چون‌هیانگ» است و یک مجموعهٔ کمدی رمانتیک «سبک تلفیقی» برای میکس رپ و پانسوری در موسیقی پس‌زمینه توصیف شده‌است. 
این مجموعه اولین درام کره‌ای به نویسندگی خواهران هونگ بود و بالاترین آمار بینندگان با رتبه‌بندی ۳۲٫۲٪ را در میان دیگر آثار این نویسندگان دارد.

## بازیگران
- هان چه-یونگ در نقش سونگ چون-هیانگ
- جه هی در نقش لی مونگ-ریونگ
- اوم ته وونگ در نقش بیون هاک-دو
- پارک شی-اون در نقش هونگ چه-رین

## جوایز و نامزدی‌ها
جوایز درامای کی‌بی‌اس ۲۰۰۵
- جایزه بازیگر برتر مرد: اوم ته وونگ
- بهترین بازیگر مکمل مرد: آن سوک-هوان
- بهترین بازیگر تازه‌کار مرد: جه هی
- جایزه محبوبیت: هان چه-یونگ
- جایزه بهترین زوج: جه هی و هان چه-یونگ

## آمار بینندگان
| تاریخ پخش اصلی | قسمت    | سراسر کشور      | سئول           |
| -------------- | ------- | --------------- | -------------- |
| ۲۰۰۵-۰۱-۰۳     | ۱       | ۱۴٫۴٪ (یازدهم)  | ۱۴٫۸٪ (یازدهم) |
| ۲۰۰۵-۰۱-۰۴     | ۲       | ۱۴٫۱٪ (دوازدهم) | ۱۴٫۱٪ (سیزدهم) |
| ۲۰۰۵-۰۱-۱۰     | ۳       | ۱۸٫۲٪ (هشتم)    | ۱۸٫۸٪ (هفتم)   |
| ۲۰۰۵-۰۱-۱۱     | ۴       | ۱۷٫۳٪ (یازدهم)  | ۱۷٫۴٪ (یازدهم) |
| ۲۰۰۵-۰۱-۱۷     | ۵       | ۲۳٫۶٪ (دوم)     | ۲۴٫۹٪ (دوم)    |
| ۲۰۰۵-۰۱-۱۸     | ۶       | ۲۵٫۹٪ (دوم)     | ۲۷٫۱٪ (اول)    |
| ۲۰۰۵-۰۱-۲۴     | ۷       | ۲۶٫۲٪ (دوم)     | ۲۶٫۷٪ (دوم)    |
| ۲۰۰۵-۰۱-۲۵     | ۸       | ۲۵٫۹٪ (اول)     | ۲۶٫۹٪ (اول)    |
| ۲۰۰۵-۰۱-۳۱     | ۹       | ۲۹٫۱٪ (اول)     | ۲۹٫۹٪ (اول)    |
| ۲۰۰۵-۰۲-۰۱     | ۱۰      | ۲۶٫۴٪ (اول)     | ۲۶٫۰٪ (اول)    |
| ۲۰۰۵-۰۲-۰۷     | ۱۱      | ۲۲٫۰٪ (سوم)     | ۲۰٫۵٪ (چهارم)  |
| ۲۰۰۵-۰۲-۱۴     | ۱۲      | ۲۵٫۱٪ (اول)     | ۲۴٫۲٪ (اول)    |
| ۲۰۰۵-۰۲-۱۵     | ۱۳      | ۲۵٫۹٪ (اول)     | ۲۶٫۳٪ (اول)    |
| ۲۰۰۵-۰۲-۲۱     | ۱۴      | ۲۶٫۴٪ (اول)     | ۲۵٫۹٪ (اول)    |
| ۲۰۰۵-۰۲-۲۲     | ۱۵      | ۳۰٫۱٪ (اول)     | ۲۹٫۴٪ (اول)    |
| ۲۰۰۵-۰۲-۲۸     | ۱۶      | ۳۰٫۷٪ (اول)     | ۳۰٫۲٪ (اول)    |
| ۲۰۰۵-۰۳-۰۱     | ۱۷      | ۳۲٫۲٪ (اول)     | ۳۲٫۱٪ (اول)    |
| میانگین        | میانگین | ۲۴٫۳٪           | ۲۴٫۴٪          |

منبع: TNS Media Korea